# هیلاری اسکات (خواننده)
هیلاری داون اسکات-تایرل (به انگلیسی: Hillary Dawn Scott-Tyrrell) (زاده ۱ آوریل ۱۹۸۵)، خواننده-ترانه‌سرا آمریکایی سبک کانتری و یکی از اعضای گروه لیدی آنتبلوم است.
هیلاری در یک خانواده اهل موسیقی زاده شد، مادرش لیندا دیویس یک خواننده کانتری و پدرش لانگ اسکات یک تهیه‌کننده موسیقی است. هیلاری اسکات در سال ۲۰۰۶ به گروه لیدی آنتبلوم پیوست و در سال ۲۰۰۹ با این گروه به شهرت جهانی دست یافت.